# Чарлс Мајкл Дејвис
Чарлс Мајкл Дејвис (енгл. Charles Michael Davis; Дејтон, Охајо, 1. децембар 1984) амерички је филмски, позоришни и телевизијски глумац.
Дејвис је најпознатији по улози посебног агента Квентина Картера у серији Мориарички истражитељи: Нови Орлеанс.